# Lüleburgaz
Lüleburgaz je město v evropské části Turecka mezi Edirne a Istanbulem. Má přibližně 148 tisíc obyvatel a je centrem stejnojmenného okresu v provincii Kırklareli.
Město se původně jmenovalo Bergula, císař Theodosius I. ho nazval Arkadiopolis (Αρκαδιούπολις) podle svého syna Arkadia. Název Lüleburgaz pochází z tureckého slova lüle (dýmka) a řeckého pyrgos (věž); město bylo dlouho proslulé svojí výrobou dýmek. V bulharštině se město nazývá Люлебургас.
V pátém století našeho letopočtu zde vznikla arcidiecéze. V roce 970 v bitvě u Arkadiopole odrazil byzantský vojevůdce Bardas Skleros vpád vojska Svjatoslava I. Igoreviče. Na přelomu října a listopadu 1912 se mezi Lüleburgazem a Pınarhisarem odehrála nejvýznamnější bitva první balkánské války, v níž Bulhaři zvítězili nad Osmanskou říší. V letech 1919 až 1922 bylo město obsazeno řeckou armádou, po uzavření Lausannské smlouvy většina řeckého obyvatelstva Lüleburgaz opustila.
V Lüleburgazu převládá lehký průmysl, v okolí se pěstuje zejména slunečnice a kukuřice. Architektonickými památkami jsou most přes říčku Lüleburgaz (přítok Ergene) a mešita Mehmeda Paši Sokoloviće – obě stavby vznikly v šestnáctém století podle projektu Mimara Sinana.